# T-Stoff
T-Stoff  («Sustancia T» en alemán) era el comburente de una combinación de propergoles para motores cohete de combustible líquido bipropelente empleados por Alemania durante la Segunda Guerra Mundial.
El T-Stoff era muy agresivo y ataca a todos los materiales orgánicos. Debido a su potencial de oxidación extrema, T-Stoff era un producto químico muy peligroso de manejar, se requiere trajes de goma especiales al trabajar con él, ya que reaccionan con la mayoría de las telas u otro material combustible, y producía combustión espontánea. Los piloto empleaban un traje especial resistente a los ácidos, pero solo con "finalidad psicológica".

## Composición
El T-Stoff es básicamente peróxido de hidrógeno concentrado. Altamente concentrado en estado puro es fácilmente susceptible a sufrir una descomposición espontánea, y explosiva. La presencia incluso de pequeñas trazas de níquel aumenta la posibilidad y el calor liberado acelera la reacción. Otros metales actúan como catalizador. Por lo tanto, se añadió una proporción muy alta de 8-hidroxiquinoleína como un estabilizador, ya que se une rápidamente como las trazas de metales, su función es similar a los antioxidante.
Según las fuentes la composición de T-Stoff va desde un 80% a un 95% de peróxido de hidrógeno concentrado y el resto de 8-hidroxiquinoleína y algo de ácido fosfórico, fosfato de sodio o ácido úrico como estabilizadores.

## Usos

### Junto a Z-Stoff
El peróxido de hidrógeno del T-Stoff se descompone en oxígeno y vapor de agua calientes (~ 650 °C) cuando se mezcla con Z-Stoff (solución acuosa de diversos permanganatos especialmente permanganato potásico) que hace de catalizador en un generador de gas. Este oxígeno y vapor calientes se utilizó para impulsar la turbobomba del cohete alemán V2; la turbobomba trasegaba y comprimía los propergoles líquidos del motor cohete del V2. Las primeras versiones del cohete soviético R-7 y el norteamericano Redstone siguieron usando el peróxido de hidrógeno en un generador de gas de forma muy similar al desarrollo alemán.
También se empleaba para impulsar la turbina Walter de los submarinos Tipo XVII. Aunque en esta caso se quemaba el oxígeno producido con combustible tradicional antes de pasar por la turbina.

### Junto a C-Stoff
El T-Stoff con el C-Stoff (mezcla de metanol e hidrazina) forma un par de propergoles hipergólicos, es decir se inflaman cuando se ponen en contacto entre sí. Estos eran los propergoles del motor Walter HWK 109-509 utilizado en los aviones cohete Messerschmitt Me 163, Messerschmitt Me 263 y Bachem Ba 349. La proporción de mezcla era tres partes de combustible C-Stoff a una parte de oxidante T-Stoff. La presión de combustión era 24 atmósferas (aproximadamente 24000 kPa). El empuje del motor se podía regular de 5 a 15 kN. Las existencias de combustible limitaba el tiempo de vuelo a un máximo de unos 8 minutos.
Debido a que las dos sustancias eran aparentemente muy similar, se desarrolló un complejo protocolo para asegurarse de que cada propulsor se ponía en el depósito correcto. Pues al ser hipergólicos intentar erróneamente llenar un tanque oxidante T-Stoff con el combustible C-Stoff, o viceversa, podría muy fácilmente causar la explosión de la aeronave. También existía el peligro en el aterrizaje de que se mezclaran los restos no consumidos con la consecuente explosión.